# Jardin des géants

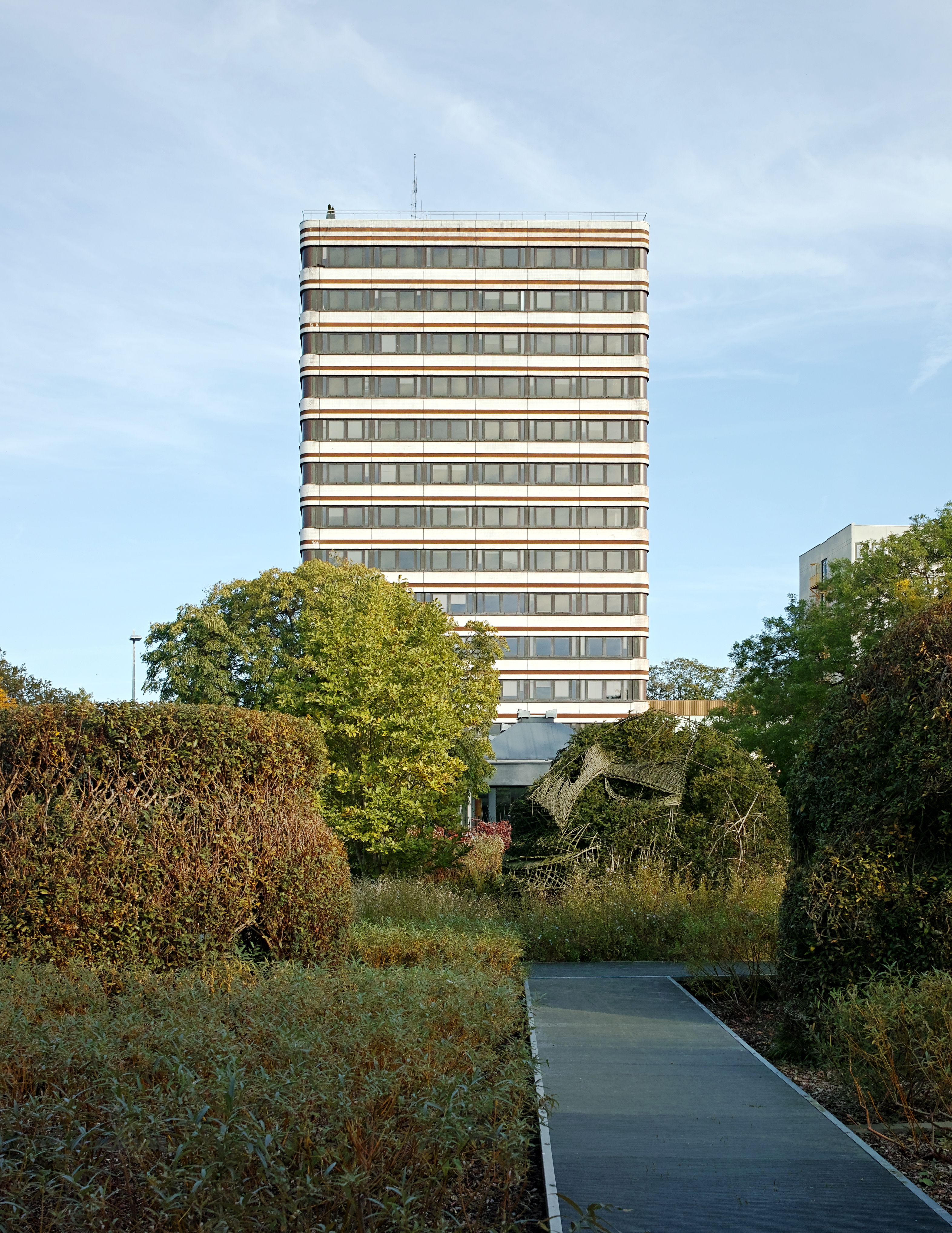
Jardin des géants

De Jardin des géants (Reuzentuin) is een openbaar stadspark nabij de Rijselse wijk Euralille, gelegen achter het station Lille-Europe. Het park werd in 2009 aangelegd op een ondergrondse parking en bevindt zich aan de Boulevard Louis Pasteur. Het park is twee hectare groot en kent enkele waterpartijen en bamboebossen. Het park werd genoemd naar de folkloristische reuzen en in het park bevinden zich hoofden van reuzen, uitgevoerd in een raamstructuur begroeid met klimplanten.